# 保井コノ
保井 コノ（やすい コノ、1880年2月16日 - 1971年3月24日）は、日本の植物学者・細胞学者。理学博士（東京帝国大学・論文博士・1927年）。日本初の女性博士号取得者。東京女子高等師範学校教授（39歳）、お茶の水女子大学教授などを経て、お茶の水女子大学名誉教授（72歳）。男女差別の著しい時代に、女性科学者として多くのことに、日本初のという形容詞が付く先駆者の道を歩み、女性科学者の道を拓いた。保井の学位取得をきっかけに、他の分野でも女性博士が出るようになる。
1880年香川県生まれ。香川県師範学校を経て女子高等師範学校を卒業、教師となる。34歳で渡米し、シカゴ大学で細胞学、ハーバード大学で石炭学を研究。帰国後は女子高等師範学校教授を務めつつ、東京帝国大学の嘱託として研究を続ける。47歳の1927年に石炭の研究で、東京帝国大学から日本人女性初の博士号（理学博士）を取得。1929年から、細胞学専門誌『Cytologia』の創刊に携わり、晩年まで制作を続けた。女子国立大学の設立に尽力、1949年の東京女子高等師範学校からお茶の水女子大学への転換に重要な役割を果す。1953年には、お茶の水女子大学に自然科学の研究を奨励することを目的とする「保井・黒田奨学基金」が設けられる。1955年紫綬褒章、1965年勲三等宝冠章受章、1971年自宅にて死去、従三位追贈。

## 経歴

### 幼少期と教育
1880年2月16日、愛媛県讃岐国大内郡三本松村（現・香川県東かがわ市三本松。三本松駅参照）で裕福な商家に9人姉弟の長女として生まれた。教育を重視する両親のもとで育ち、幼少期に福沢諭吉の『学問のすゝめ』を読むように勧められた。1898年に香川県師範学校（現・香川大学）女子部を経て女子高等師範学校（現・お茶の水女子大学）理科を卒業し、岐阜女子高等学校と神田共立女学校で3年間教師を務めた。

### 進学と研究
1905年に女子高等師範学校に研究科が新設されると、そのただ1人の理科研究生として入学し、岩川友太郎教授の指導を受け動物学と植物学を専攻した。1905年、研究科1年のときに発表した論文「鯉のウェーベル氏器官について」は『動物学雑誌』に掲載され、日本初の女性科学者の学術論文となった。
1907年に女子高等師範学校研究科を修了し、同校の助教授として採用されると、植物の発生に研究対象を移す。その研究が東京帝国大学農学部教授の三宅驥一の目に留まり、三宅の指導を受けて植物細胞学を学ぶ機会を得る。1911年、同教授の勧めで日本人女性として初めて海外（イギリス）の学術誌『Annals of Botany』に、山椒藻の生活史に関する論文を発表した。この国際的雑誌への論文掲載は、のちの米国留学に際して、日本で大学を卒業していない彼女が、大学院生という身分で研究できる条件を得るのに大きな助けとなった。

### 留学と石炭研究
1912年に三宅驥一がドイツへの留学を推薦するが、留学申請は文部省から「女性が科学の分野で何か価値あることを成し遂げるとは思えない」という理由で却下された。1914年、34歳の時、東京帝国大学理学部教授の藤井健次郎の推薦により、アメリカへの留学が認められた。しかし、留学の条件として、「理科研究」の他に「家事研究」がつけ加えられ、さらに結婚をせず生涯研究を続けるという暗黙の制約があった。シカゴ大学で細胞学の研究を行い、1915年にはハーバード大学のE・C・ジェフリー教授から新しい細胞学的手法を用いた石炭の研究法を学んだ。
1916年に帰国、女子高等師範学校の教師に復職するが、設備や研究費がなく石炭研究を続けることは困難であった。しかし、藤井教授の手助けで1918年に東京帝国大学植物学教室の嘱託となり、遺伝学実験の指導をしながら石炭の研究を続けた。自ら日本各地の炭鉱を回り炭坑のたて穴深く降りて石炭を採取し、顕微鏡で石炭中の植物の種類や炭化の過程での細胞の変化を追跡した。その結果、炭化は微生物によるものという定説を覆し、「地殻変動の過程で植物が堆積物となり、その上下の物質の物理化学的作用によって徐々に炭化していった」という新説を提唱した。

### 日本で最初の女性博士
それらの研究は、方法、結果ともに日本初のものとして評価され、1927年に47歳で学位論文「日本産の亜炭、褐炭、瀝青炭の構造について」（主論文「日本産石炭の植物学的研究」他8本）により、東京大学から博士（理学）の学位を授与された。この日本初の女性博士の誕生は、東京大学に初めて女子学生が入学するよりも19年も前の出来事であった。学位取得後の取材で保井は、「好きな道をコツコツ歩み、名声を求めず、高い地位も求めず、ただ自分の仕事が後世に残ってゆけばそれだけで満足なのです」と語った。また1929年、保井に続いて 黒田チカが理学博士の学位を取得した時には「学位を取ったからと大騒ぎをして祝賀会をしなければならない現状を情けないような気がする」「学位を有する者が少数だと厄介を感じたりするのであるから、若い人達は折角勉強してどしどし博士になって頂きたい」と語った。
東京帝国大学で石炭の研究を行っていた頃、東京女子高等師範学校では植物細胞学の研究を行い、さまざまな植物の細胞構造を調べていた。次に、植物を用いた細胞遺伝学や比較発生学の分野を研究し、最終的には植物の系統学の進化に取り組んだ。1945年には広島・長崎への原爆投下による放射性降下物の影響を受けた植物の調査を始めた。2度の世界戦争を含む厳しい社会情勢の中で、黙々と研究に打ち込み、1957年までに約100本の学術論文を発表した。

### 細胞学専門誌の創刊
1929年、藤井健次郎が編集主幹となり細胞学専門誌 『Cytologia（キトロギア）』が創刊された。保井は庶務・会計に携わり、その後編集と制作を担当し、日本の研究を世界に広めることに貢献した。

### お茶の水女子大学設立
戦後に新しい学制が敷かれることになると、専門的な学問と研究を行う国立の女子大学を設立させるために積極的に活動した。1949年、東京女子高等師範学校からお茶の水女子大学となり、それに伴い教授に就任、1952年に名誉教授に就任した。72歳でお茶の水女子大学を退官するまで数多くの女性研究者の育成に力を注いだ。退職金として受け取ったお金を「保井・黒田奨学基金」として東京女子高等師範学校に寄付し、その基金は現在も若い女性研究者に教育の機会を与えている。

### 晩年期
私生活では、20歳年下の妹マサと50年間一緒に暮らした。日本画家であるマサが、家事を引き受けたため、1952年に定年退職して名誉教授となった後も、研究と雑誌『Cytologia』の編集に専念することができた。1962年、バス停で倒れ寝たきりになる。少ない年金のみの苦しい暮らしだったが、1971年に91歳で亡くなるまで、病床の枕元には英字新聞と最新の学術雑誌が置かれ、黒くなるまで読み込まれていた。明治・大正・昭和と、女性が差別されていた時代に一途に研究を続け、晩年、「何か辛いことがありましたか」と訊かれても、「皆さんがよくして下さったから、何も困らなかった」としか答えなかった。
学問的業績と日本の女子教育への貢献が評価され、1955年、文化勲章候補に推薦されたが、「女性の科学者は前例がない」として選にもれ、女性第1号の紫綬褒章が贈られた。1965年には、勲三等宝冠章が贈られた。

## 略歴
- 1880年（明治13）香川県に生まれる
- 1898年（明治31）香川県師範学校卒業、女子高等師範学校理科専攻科入学（18歳）
- 1902年（明治35）女子高等師範学校理科卒業、岐阜県立高等女学校教諭（22歳）
- 1904年（明治37）神田共立女学校教諭
- 1905年（明治38）女子高等師範学校研究科入学（25歳）。最初の論文「鯉のウェーベル氏器官について」を雑誌 "Zoological Science" に発表
- 1906年（明治39）植物学とくに細胞学の研究に移る
- 1907年（明治40）女子高等師範学校研究科修了、同校助教授となる（27歳）
- 1911年（明治44）日本人女性初の外国雑誌『Annals of Botany』に山椒藻の生活史に関する論文投稿
- 1914年（大正3）アメリカに留学、シカゴ大学で細胞学の研究を始める（34歳）
- 1915年（大正4）ハーバード大学のE・C・ジェフリー教授に師事して石炭の研究を始める
- 1916年（大正5）帰国。東京帝国大学で石炭の研究（1927年頃まで）、東京女子高等師範学校で細胞学・遺伝学の研究
- 1918年（大正7）東京帝国大学植物学教室嘱託（1939年まで）
- 1919年（大正8）東京女子高等師範学校教授（39歳）
- 1924年（大正13）トウモロコシ、ヒナゲシ、ムラサキツユクサ等を対象とする遺伝学の研究に取り組み始める
- 1927年（昭和2）博士論文「日本産の亜炭、褐炭、瀝青炭の構造について」を発表し、日本人女性初の博士号取得（47歳）
- 1929年（昭和4）細胞学専門誌 『Cytologia（キトロギア）』が創刊され、庶務・会計・編集・制作を担当
- 1945年（昭和20）広島・長崎の原爆被曝植物の調査研究を始める
- 1949年（昭和24）お茶の水女子大学発足と同時に教授に就任（69歳）。その前年、新制大学設置準備委員会委員長を務める
- 1952年（昭和27）お茶の水女子大学退官、同大学名誉教授（72歳）。『Cytologia（キトロギア）』の正編集者になる
- 1955年（昭和30）紫綬褒章受章（75歳）
- 1962年（昭和37）バス停で倒れ、病床につく
- 1965年（昭和40）勲三等宝冠章受章（85歳）
- 1971年（昭和46）東京文京区の自宅で逝去（享年91歳）、従三位追贈

## 論文
- 保井コノ, 「いねノ胚及ビ芽生ノ内部形態特ニいね科植物ノ子葉及ビ合成胚軸ニ就テ」『植物学雑誌』 1936年 50巻 599号 p.632-640, doi:10.15281/jplantres1887.50.632
- 保井コノ, 「K. Fujii et alii: On the Mechanism of Nuclear Division and Chromosome Arrangement. (A Symposium). III. / （邦題）栽培植物に見られる変異性と野生種におけるそれとの比較 : 特に変異性と分布との関係について」『CYTOLOGIA』 17巻 4号 1952年 p.345-367, doi:10.1508/cytologia.17.345
- 保井コノ, 「管束植物の系統発生について : II.種子植物の個体発生の過程と真正羊歯植物のそれとの間に見られる差異の原因について」『お茶の水女子大學自然科學報告』 5巻 1号 p.119-135, 1954年, お茶の水女子大学, ISSN 00298190